# فالون
فالون (بالفرنسية: Valonne)‏ هي بلدية تقع في فرنسا في Canton of Pont-de-Roide. يقدر عدد سكانها بـ 221 نسمة ومساحتها 8.33 كم2 .